# Jo Burke
Jo Burke (alias Josef Franz Huber) (* 10. September 1889 in München; † 27. November 1967 ebenda) war ein deutscher Maler, Illustrator, und Kunsterzieher.

## Leben
Jo Burke studierte 1918 an der Akademie der Bildenden Künste in München bei Hugo von Habermann. Er war danach in München Schriftführer und erster Vorsitzender des Reichsbundes deutscher Kunsthochschule, Leiter und Gestalter der der Künstlerfeste die große Glocke im Deutschen Theater und 1927 Mitbegründer des Vereins Freunde der bildenden Kunst.
1929 begegnete er Marie Luise Wilckens und beiden hatten einen regen künstlerischen Austausch. 1934 wurde Jo Burke Lehrer an der Münchner Lehrwerkstätten (vormals Debschitz-Schule), 1935 leitete er sie bis zu deren Zerstörung 1944. Am 22. März 1937 heiratete er Marie Luise Wilckens. Das Ehepaar ließ sich in Schwabing mit Wohnung und Werkstatt in der Hohenzollernstraße nieder. Das Künstlerpaar pflegte intensiv einen großen Freundeskreis. Am 31. Dezember 1944 wurde ihr gemeinsames Schwabinger Atelier ausgebombt. Sämtliche darin aufbewahrten Arbeiten gingen dabei verloren. Das Ehepaar wohnte danach in Planegg. Am 31. Dezember 1944 wurde ihre Tochter Cordula geboren. 1946 bezog die Familie wieder eine Münchner Wohnung in der Birkenfeldstraße 2/III.
1958 gründete Jo Burke das Grafikstudio Burke und war bis zu seinem Tod dort tätig.

## Wirken
„Sein Einfühlungsvermögen und besonderes pädagogisches Talent erreicht die Jugend. Dies basiert nicht nur auf seinem künstlerischen Können, sondern es sind vor allem seine tiefe Wahrhaftigkeit und Ehrlichkeit, die ihn zum geschätzten Förderer vieler junger Künstler werden lassen.“

## Arbeiten (Auswahl)
- Die Hand der Jezerte (1921)
- Tierbilder (1927)
- Ausstellung des Reichsbundes deutscher Kunst-Hochschüler, Leipzig (1927)